# Scheveningen Radio
Koordinaten: 52° 5′ 36″ N, 4° 15′ 28″ O

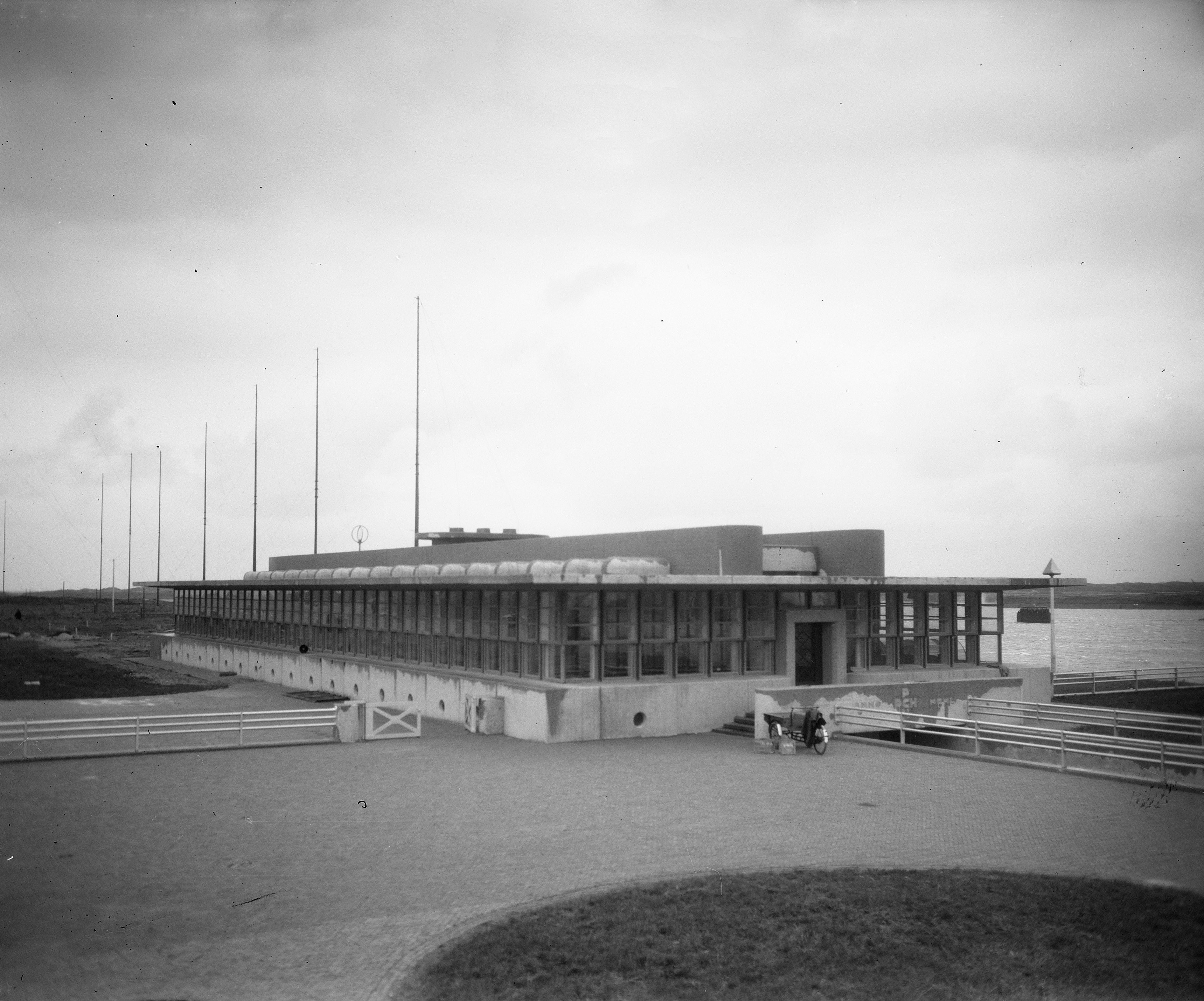
Scheveningen Radio Station IJmuiden

Scheveningen Radio war international eine der bekanntesten Küstenfunkstationen für die maritime Kommunikation mit Schiffen auf allen Weltmeeren. Von 1904 bis 1999 funkte  diese niederländische Station mit dem Rufzeichen PCH in Verantwortung der niederländischen PTT (Post Telegrafie und Telefonie). Mit Einstellung aller Funkdienste von PCH ging die erforderliche Überwachung der Notrufkanäle auf das JRCC Den Helder über, das über den Rufnamen DEN HELDER RESCUE erreicht wird.
Heute gibt es einen Radiosender mit diesem Namen: Omroep Scheveningen.